# 物料
物料，指在产品制造过程中，列入生产计划的一切物的总称。按照製造的過程來區分，可包括原料、半成品、成品等等。